# Фернандес-Санчес, Хосе
Хосе́ Ферна́ндес-Са́нчес (Хосе Эммануилович Фернандес-Санчес, исп. José Fernández Sánchez; 1925, Абланья — 2011, Мадрид) — испанский и советский библиограф, писатель, переводчик.

## Биография
Хосе Фернандес-Санчес родился в 1925 году в шахтёрской деревне в Испании. После смерти на полях гражданской войны его отца, сражавшегося на стороне республиканцев, 12-летний Хосе вместе со своим братом был эвакуирован в Советский Союз. После прибытия в Ленинград Фернандес Санчес попал в детский дом, в стенах которого он встретил начало Второй мировой войны. Достигнув совершеннолетия, он решил стать библиотекарем, и одновременно с работой наладчиком на одном из заводов Москвы он начал обучаться на эту профессию.
В 1950 году он отправился работать по профилю в одну из библиотек Ижевска, после семи лет пребывания в которой он вернулся в Москву, а именно в Государственную библиотеку СССР имени В. И. Ленина, где также занял должность библиотекаря. В 1961 году в качестве переводчика он присоединился к группе кубинских военных советников, присланных в СССР Фиделем Кастро, и с которыми Фернандес Санчес покинул страну советов. После нескольких попыток ему удалось в 1971 году вернуться на Родину, где он получил должность преподавателя славянских языков в Мадридском автономном университете, а спустя год вернулся к работе по специальности в Национальной библиотеке Испании, где оставался до своего выхода на пенсию.

## Деятельность
Хосе Фернандес Санчес помимо своей библиографической деятельности занимался переводами. Среди его переводческих работ — «Слово о полку Игореве», «Моцарт и Сальери» А. Пушкина, «Тарас Бульба» Н. Гоголя, «Бедные люди» Ф. Достоевского, «Анна Каренина» Л. Толстого, «Петербург» Андрея Белого, «Одесские рассказы» И. Бабеля, поэзия В. Маяковского, труды В. Шкловского, Ю. Лотмана, М. Алексеева. Кроме того, он автор монографий «Русские путешественники в Испании XIX века» и «История библиотечного дела в Испании». «Воспоминания о Гаване» — последняя часть автобиографической трилогии, начатой книгами «Мое детство в Москве» (1988) и «Когда весь мир был Абланьей» (1990).
В список его работ входят также библиографические памятки, посвящённые жизни и деятельности знаменитых людей России таких как Н. В. Гоголь, В. Г. Короленко, М. П. Петров, П. И. Чайковский.